# 黄金海滩 (佛罗里达州)
黄金海滩（英語：Golden Beach），是美国佛罗里达州邁阿密-戴德縣下属的一座城镇。建立于1929年。面积约为1平方公里（约合0.3平方英里）。根据2010年美国人口普查，该市有人口919人。论人口在本州排行第333。